# George Coyne
George V. Coyne (Baltimora, 19 gennaio 1933 – Syracuse, 11 febbraio 2020) è stato un astronomo e gesuita statunitense.

## Biografia
È stato direttore della Specola Vaticana dal 1978 al 2006. Il suo nome è legato alla riabilitazione di Galileo Galilei e Charles Darwin da parte di Giovanni Paolo II. Aveva inoltre espresso un'analoga posizione in favore della riabilitazione di Giordano Bruno, sottoposto a processo dall'Inquisizione.
Il giornale Daily Mail ha avanzato l'ipotesi che la destituzione da direttore della Specola Vaticana fosse dovuta alla posizione del gesuita a favore del neodarwinismo. In realtà come rivelato dal suo collaboratore José Gabriel Funes all'Arizona Daily Star,  e come confermato dallo stesso Coyne, si tratterebbe di una diceria senza fondamento. Inoltre si è saputo più tardi che Coyne era in trattamento per un cancro all'intestino. 
È stato a capo fino alla morte di un gruppo di ricercatori presso l'università dell'Arizona.
Gli è stato dedicato un asteroide, 14429 Coyne .

## Opere
- Viandanti nell'universo. Astronomia e senso della vita, con Alessandro Omizzolo, Milano, Mondadori, 2000. ISBN 88-04-47142-5
- Un universo comprensibile. Interazione tra scienza e teologia, con Michał Heller, Milano, Springer, 2009. ISBN 978-88-470-1371-1